# Бузюровский сельсовет
Бузю́ровский сельсове́т — сельское поселение в Бакалинском районе Республики Башкортостан Российской Федерации.
Административный центр — село Бузюрово.

## Население
| 2002 | 2009  | 2010 | 2012 | 2013 | 2014 | 2015 |
| ---- | ----- | ---- | ---- | ---- | ---- | ---- |
| 946  | ↗1005 | ↘780 | ↘757 | ↘712 | ↘683 | ↗685 |
| 2016 | 2017  |      |      |      |      |      |
| ↘663 | ↗666  |      |      |      |      |      |

## Состав сельского поселения
В состав сельского поселения входят 4 населённых пункта:
| № | Населённый пункт | Тип населённого пункта       | Население |
| - | ---------------- | ---------------------------- | --------- |
| 1 | Бузюрово         | село, административный центр | ↘486      |
| 2 | Курчеево         | село                         | ↘245      |
| 3 | Александровка    | деревня                      | ↘49       |
| 4 | Холодный Ключ    | деревня                      | ↘0        |

### Упразднённые населённые пункты
Азнакаево, исключен из учётных данных Указом Президиума ВС Башкирской АССР от 12.12.1986 N 6-2/396 «Об исключении из учётных данных некоторых населенных пунктов».